# Nikołaj Kurnakow
Nikołaj Siemionowicz Kurnakow (ros. Никола́й Семёнович Курнако́в, ur. 24 listopada?/6 grudnia 1860 w Nolinsku, zm. 19 marca 1941 w Barwisze w obwodzie moskiewskim) – rosyjski metaloznawca i chemik. Zajmował się głównie chemią fizyczną. Opracował metodę analizy termicznej stopów metali. Znacząco rozwinął technologię produkcji aluminium i rozdzielania platynowców. Był profesorem kilku uczelni w Petersburgu, a także członkiem Petersburskiej Akademii Nauk i Akademii Nauk ZSRR.

## Życiorys
W 1877 ukończył wojskowe gimnazjum w Niżnym Nowogrodzie, a w 1882 Petersburski Instytut Górniczy, po czym przez rok przebywał w celach naukowych w Niemczech i Austrii. W 1885 obronił pracę dyplomową i został pracownikiem Petersburskiego Instytutu Górniczego, od 1892 jako profesor.
Kurnakow był pionierem wykorzystywania rosyjskich złóż mineralnych, zwłaszcza platyny, potasu i magnezu. Napisał ponad 200 artykułów i książek naukowych dotyczących takich dziedzin nauki jak mineralogia, metalurgia, metalografia, metaloznawstwo, chemia organiczna i nieorganiczna. W 1940 otrzymał Order Czerwonego Sztandaru Pracy, a w 1941 Nagrodę Stalinowską.